# Vampyressa sinchi
Vampyressa sinchi (Tavares, Gardner, Ramirez-Chaves & Velazco, 2014) è un pipistrello della famiglia dei Fillostomidi endemico della Colombia.

## Descrizione

### Dimensioni
Pipistrello di piccole dimensioni, con la lunghezza totale tra 68 e 70 mm, la lunghezza dell'avambraccio tra 39,1 e 41,5 mm, la lunghezza del piede tra 11 e 13 mm e la lunghezza delle orecchie tra 17 e 18 mm.

### Aspetto
La pelliccia è corta. Le parti dorsali variano dal marrone chiaro al beige scuro, mentre le parti ventrali sono più chiare. Il muso è corto e largo. La foglia nasale è ben sviluppata, bruno-giallastra e lanceolata. Due strisce bianche indistinte sono presenti su ogni lato del viso separate da una banda più scura, la prima si estende dall'angolo esterno della foglia nasale fino a dietro l'orecchio, mentre la seconda parte dell'angolo posteriore della bocca e termina alla base del padiglione auricolare.  Le orecchie sono grandi, rotonde, appuntite e brunastre. Il trago è piccolo, giallastro, triangolare, con il bordo posteriore dentellato e un lobo allungato alla base anteriore. Le membrane alari sono marroni o marroni scure. I piedi sono corti e ricoperti densamente di peli bruno-rossastri. È privo di coda, mentre l'uropatagio è ridotto ad una sottile membrana lungo la parte interna degli arti inferiori,  ricoperto di peli su entrambe le superfici e con il bordo libero frangiato. Il calcar è molto corto.

## Biologia

### Alimentazione
Si nutre di frutta.

## Distribuzione e habitat
Questa specie è conosciuta soltanto lungo i versanti orientali della cordigliera centrale e lungo quelli orientali della cordigliera orientale delle Ande colombiane.

## Conservazione
Questa specie, essendo stata scoperta solo recentemente, non è stata sottoposta ancora a nessun criterio di conservazione.